# National Television Awards
I National Television Awards (NTA) sono premi televisivi britannici dedicati agli show, gli interpreti e i presentatori più popolari. Vengono assegnati annualmente tramite votazione pubblica durante una serata di gala trasmessa su ITV nel mese di gennaio.

## Storia
La prima edizione si tenne il 30 agosto 1995 presso il centro conferenze di Wembley. Dal 1996 al 2008 l'evento si è svolto nel mese di ottobre all'interno della Royal Albert Hall di Londra. Per tredici edizioni la presentazione è stata affidata a Trevor McDonald . A partire dal 2010 l'evento è stato posticipato nel mese di gennaio presso l'arena O2 ed è presentato da Dermot O'Leary.

## Premiazione
La votazione si svolge in due fasi. A settembre viene inizialmente pubblicata una lunga lista con gli show, gli interpreti e i presentatori più popolari dell'anno suddivisi nei canali televisivi di appartenenza. Nel mese di gennaio vengono infine rese note le candidature per ciascuna categoria. Il pubblico del Regno Unito è chiamato a votare durante la cerimonia di assegnazione tramite sms, telefono o voto online.

## Categorie
- Miglior interpretazione drammatica
- Miglior interpretazione in un serial drammatico
- Serial drammatico più popolare
- Serie televisiva drammatica preferita
- Live magazine show più popolare
- Talent show più popolare
- Attore/attrice esordiente più popolare
- Programma di intrattenimento più popolare
- Factual show più popolare
- Programma daytime più popolare
- Sitcom più popolare
- Challange show più popolare
- Giudice televisivo più popolare
- Presentatore televisivo più popolare
- Period drama più popolare
- Riconoscimento speciale
- Impact Award